# In Good Faith
In Good Faith ist eine Electro-/Rock-/Pop-/Elektro-Progressive-Band aus Salzgitter-Steterburg, die 1998 gegründet wurde.

## Geschichte

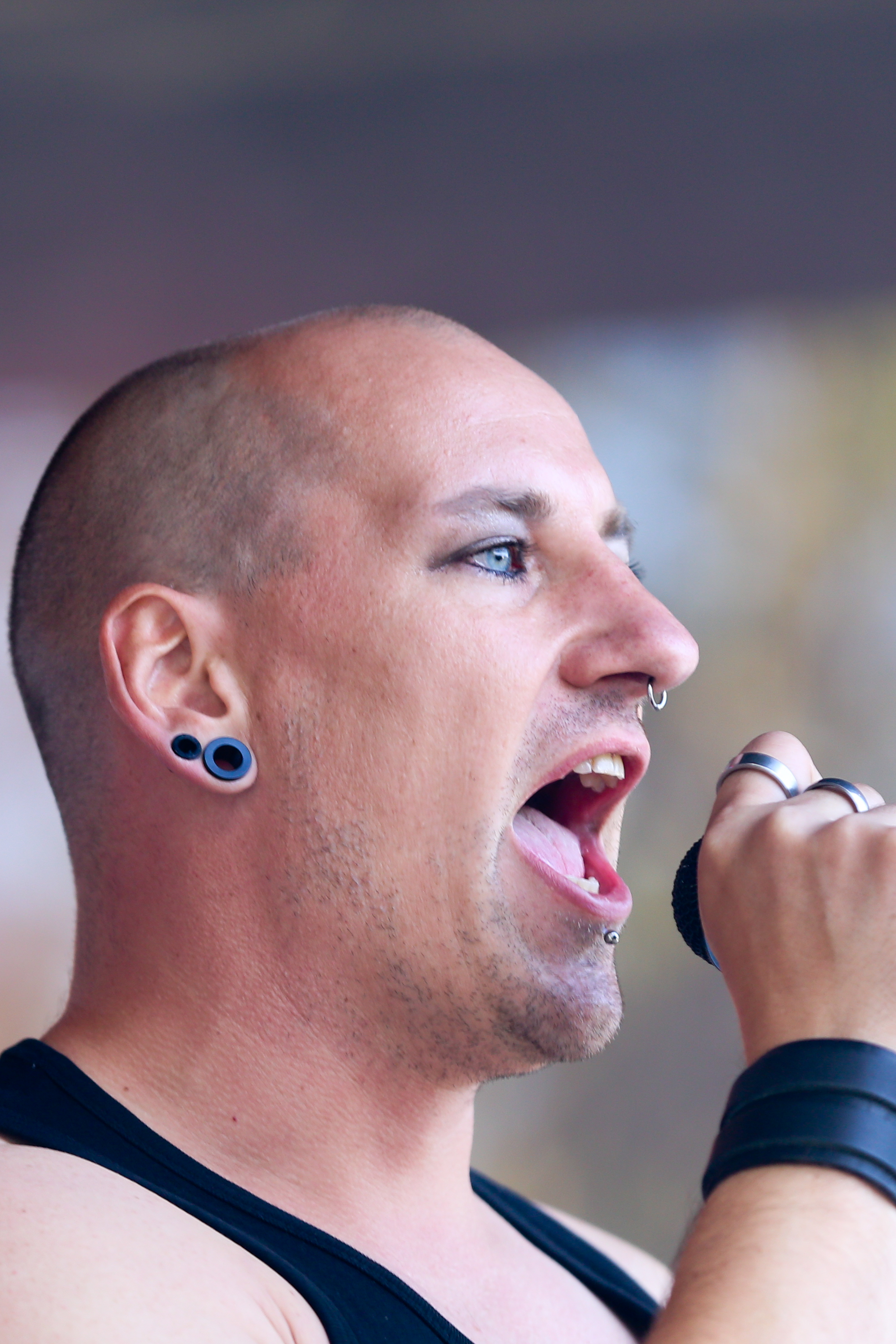
Kai Vincenz Németh

In Good Faith wurde 1998 von March Damke, Ulf Wartelsteiner und Kai Németh gegründet. Durch den durchdringenden Sound und Kai Némeths Stimme wurden schon beim ersten Konzert in der Braunschweiger Meier Music Hall 600 bis 700 Leute begeistert. Die damals aktuelle EP It’s Not Too Late verkaufte sich restlos, ebenso wie das Album Forward.
In Good Faith startete im Jahre 2009 mit den Bandmitgliedern Kai Németh (Gesang, Keyboard, Schlagzeug, Bass) und Marc Näder (Keyboard, Begleitgesang) erneut, absolvierte Liveauftritte in den regionalen Clubs und konnte sich durch ihren melancholischen und eingängigen Sound, die einfallsreichen Titel sowie die Performance und Stimme von Kai Németh in der Braunschweiger, Peiner und Salzgitteraner Musikszene etablieren.
Seit 2011 produziert In Good Faith unter Frank Michael Speer (Mic-L) im Subterrasound Studio in Hildesheim, wo schon Lavantgarde und Ultima Bleep ihren Sound machten.
Die Band spielte 2013 auf dem Nordstern Festival in Hamburg, u. a. mit Camouflage, Terrolokaust, Icon of Coil, Neuroticfish, Winterkälte, Diary of Dreams und Zeromancer. Anschließend veröffentlichte sie das Album Past_Tense_Presence, wodurch sie in den Clubs und Online-Radios immer bekannter wurde. Um mehr Druck auf der Bühne zu erzeugen und sich auch musikalisch weiterzuentwickeln, suchte In Good Faith einen Gitarristen, den sie in Lars Isensee fand, der im Oktober 2013 festes Bandmitglied wurde. Ende 2013 unterstützte In Good Faith in Braunschweig die Band Massiv in Mensch.
Nach Auftritten als Support für And One, auf dem EFB Festival und auf dem Synthage 4 Seasons Festival, spielte In Good Faith im Klub Kartell und auf dem Indie-Gothic-Festival 2014 in Goslar. Die Band beendete das Jahr 2014 mit einem Konzert auf dem Dark X-Mas Festival im Musikzentrum Hannover. Zwischenzeitlich veröffentlichte In Good Faith ihre neue EP It’s Tearing Me Apart.
Anfang 2015 verließen Marc Näder und Lars Isensee die Band, dafür ist Jörg Allenbach nun als Keyboarder und Komponist ein fester Bestandteil der Band.
Allenbach und Németh lernten sich bereits in den 1980er Jahren kennen und gründeten 1995 zusammen die Synth-Pop-Band Hands of Fate, später Take Me Home, aus dieser Zeit stammen auch die beiden Stücke Don't Leave Me Alone und Loneliness die, im neuen Gewand, wieder auf Past_Tense_Presence veröffentlicht wurden.
Die EP It's Tearing Me Apart und das Album Past_Tense_Presence wurden anschließend als "Anthology" über das Label Echozone wiederveröffentlicht.
Am 18. Dezember 2015 veröffentlichte In Good Faith die Single Shadows über Echozone. Shadows ist Bestandteil des kommenden Albums Trinity, das 2018 erscheinen soll.
2016 wurde die kanadische Elektro-Pop-Formation Psyche im Hannoveraner Musikzentrum unterstützt, womit ein kleiner Traum für Allenbach und Németh in Erfüllung ging, da sie mit der Band quasi aufwuchsen.
Seit 2017 ist "IGGI" auch Sänger der Band MODEL KAOS aus Würzburg.

## Diskografie

### Alben und EPs
- 1998: It’s Not Too Late (EP)
- 1999: Forward (Album)
- 2013: Past_Tense_Presence (Album)
- 2015: It’s Tearing Me Apart (EP)
- 2015: Anthology (Album + EP, Echozone)
- 2018: Trinity (Album, Echozone)
- 2018: Mond (EP)

### Singles
- 2015: Shadows
- 2016: Explore
- 2017: Choose Your Way (ClubEdition)
- 2019: Not What I Wanted

### Beiträge zu Kompilationen
- EBM & Industrial
- Electro Pop 9
- Dark Machines Volume 2
- Orkus Compilation 113
- Cold Hands Seduction Vol. 170 CD

### Remixe
- Total Pain Kollapz - Bloody Love (IGF RMX)
- ReAdjust - Lazarus (Good Faith RMX)
- Nox Interna - Tomorrow Never Knows (Trancemission)
- POS.:2 - Memories (Tragical)
- Insight - Damage (IGF RMX)
- Loewenhertz - Irgendwann (IGF RMX)